# Millennium Tower (Dubai)
La Millennium Tower è un grattacielo che sorge a Dubai, negli Emirati Arabi Uniti, più precisamente sulla strada E 11. La torre è alta 285 metri e ha 60 piani, è stata completata nel 2006. Contiene 301 trilocali e 106 bilocali, al suo esterno possiede un parcheggio con 471 posti auto.